# Justise Winslow
Justise Jon Winslow (* 26. März 1996 in Houston, Texas) ist ein US-amerikanischer Basketballspieler, der für die Portland Trail Blazers in der NBA spielte.

## Karriere

### College
Winslow besuchte die Duke University und spielte dort neben Jahlil Okafor den Top-3-Pick für Mike Krzyzewski. Die Blue Devils gewannen in seiner Freshman-Saison die NCAA Division I Basketball Championship. In den 39 Spielen erzielte er im Durchschnitt 12,6 Punkte und 6,5 Rebounds pro Spiel.

### NBA
Winslow wurde im NBA Draft 2015 an 10. Stelle von den Miami Heat ausgewählt. Am 4. Juli gab er sein Debüt in der NBA Summer League. Nach einer soliden Debütsaison folgte in seinem zweiten NBA-Jahr eine schwere Verletzung an der Schulter, die ihn einen Großteil der Saison kostete.
Die kommenden beiden Jahre erbrachte er solide Leistungen für die Heat und legte in seinem vierten Profijahr mit 12,8 Punkten, 5,4 Rebounds und 4,3 Assists seine bis dahin besten Karrierestatistiken auf. In der Saison 2019/20 wurde Winslow in einem Dreiteamtausch zu den Memphis Grizzlies transferiert.
Im August 2021 unterschrieb er einen Zweijahresvertrag bei den Los Angeles Clippers. Im Frühjahr 2022 wurde er via Trade von den Clippers zu den Portland Trail Blazers transferiert. 

## Sonstiges
Winslows Vater ist der ehemalige Basketballspieler Rickie Winslow.
Im Oktober 2019 unterstützte Justise Winslow öffentlich den Breast cancer awareness month in Miami.